# خواهران (فیلم ۲۰۱۵)
خواهران (انگلیسی: Sisters) فیلمی در ژانر کمدی به کارگردانی جیسون مور است که در سال ۲۰۱۵ منتشر شد.
در این فیلم بازیگرانی همچون تینا فی، ایمی پولر، مایا رودولف، دایان ویست، آیک بارینهولتز، جان سینا، جیمز برولین، رنی الیس گولدزبری، مدیسون دونپورت، سامانتا بی، جان لگویزمائو و بابی موینیهان ایفای نقش کرده‌اند.